# I Don't Want to Miss a Thing
Singles de Aerosmith
Full Circle
(1998) What Kind of Love Are You On
(1998)
Pistes de B.O. du film Armageddon
Remember me
(Journey)
I Don't Want to Miss a Thing (littéralement « Je ne veux rien manquer » en anglais) est une chanson composée à l'origine par Diane Warren pour Céline Dion, mais finalement interprétée par le groupe de hard rock Aerosmith,,,,. Elle figure sur la bande originale du film Armageddon (1998) et est entrée en tête du Billboard Hot 100, une première pour le groupe après 28 ans ensemble. Elle est restée première pendant quatre semaines du 5 septembre au 26 septembre 1998, présentant Aerosmith à une nouvelle génération de fans. La chanson est également restée première pendant plusieurs semaines dans d'autres pays. Son classement n'a cessé de progresser de façon constante dans le hit-parade au Royaume-Uni, culminant à la quatrième place en novembre 1998 et devenant la chanson d'Aerosmith la mieux classée au Royaume-Uni à ce jour. Elle est l'une des chansons les plus populaires d'Aerosmith.
La chanson a été nommée à la fois pour l'Oscar de la meilleure chanson originale et pour le Razzie Award de la pire chanson originale.

## Clip vidéo
Le clip de cette chanson a été tourné dans l'armurerie de Minneapolis en 1998 et a été réalisé par Francis Lawrence. Il montre le groupe jouant la chanson mêlé à des scènes d’Armageddon. Il met en scène la fille de Steven Tyler, le chanteur d'Aerosmith, Liv, qui joue Grace Stamper dans le film.
Le clip commence par des images de la Lune et de plusieurs météorites filant dans l'espace, puis de la Terre avant de zoomer sur Steven Tyler en train de chanter. Les plans oscillent entre le groupe et le centre de contrôle de mission montrant le groupe chanter via des moniteurs. Le groupe chante devant la navette spatiale Freedom du film. Avec Aerosmith, un orchestre complet joue la mélodie. De la fumée entoure l'orchestre et Aerosmith alors que la navette décolle. Le clip se termine sur l'image de Grace pleurant et qui touche l'un des écrans alors que son père (Bruce Willis dans le film) va mourir.

## Réception
Cette chanson est le plus gros succès du groupe Aerosmith, entrant à la première place du Billboard Hot 100 dès sa sortie, où elle est restée pendant quatre semaines en septembre et atteignant la première place dans de nombreux autres pays, notamment en Australie, en Allemagne, en Irlande, en Autriche, en Norvège, en Italie, aux Pays-Bas et en Suisse. I Don't Want to Miss a Thing demeure la seule chanson du groupe à débuter en première position du Billboard Hot 100.
La chanson a été nommée pour un Oscar de la meilleure chanson originale en 1999. La chanson a aussi été nommée dans la catégorie Pire chanson originale lors de la 19e cérémonie des Razzie Awards de 1998.
La chanson a contribué à faire découvrir Aerosmith à une nouvelle génération et demeure une référence en matière de slow. Le juge d’American Idol Simon Cowell la considère comme « l'une des plus grandes chansons de tous les temps » comme il l'a dit durant un épisode de la septième saison.

## Utilisation dans les médias
La chanson a été écrite pour le film de 1998 Armageddon. Cependant, elle a également été utilisée dans Allumeuses ! en 2002, Les Rois du patin en 2007 ainsi que dans l'épisode 9 de la 1re saison de la série Skins en 2007. 
Elle fut aussi utilisée dans le jeu Saints Row 4 quand le protagoniste désactive un missile qui cible les États-Unis en plein vol et que chacun lui fait ses adieux pour cet acte héroïque, rendant un hommage au sacrifice du personnage interprété par Bruce Willis.
La chanson fut diffusée lors des célébrations entourant le dernier match du légendaire hockeyeur Wayne Gretzky le 18 avril 1999.

## Charts
| Charts (1998)                                | Meilleure position |
| -------------------------------------------- | ------------------ |
| Charts australiens                           | 1                  |
| Charts autrichiens                           | 1                  |
| Charts belges (Flandres)                     | 3                  |
| Charts belges (Wallonie)                     | 4                  |
| Canadian RPM Adult Contemporary              | 6                  |
| Canadian RPM Singles Chart                   | 2                  |
| Charts hollandais                            | 1                  |
| Charts finlandais                            | 3                  |
| Charts français                              | 8                  |
| Charts allemands                             | 1                  |
| Charts irlandais                             | 1                  |
| Charts italiens                              | 1                  |
| Charts japonais                              | 11                 |
| Charts norvégiens                            | 1                  |
| Charts suédois                               | 2                  |
| Charts suisses                               | 1                  |
| Charts anglais                               | 4                  |
| U.S. Billboard Hot 100                       | 1                  |
| U.S. Billboard Hot Mainstream Rock Tracks    | 4                  |
| U.S. Billboard Hot Adult Contemporary Tracks | 13                 |
| U.S. Hot Latin Tracks                        | 14                 |

| Chart de fin d'année (1998) | Position |
| --------------------------- | -------- |
| U.S. Billboard Hot 100      | 23       |

| Chart (1990–1999)      | Position |
| ---------------------- | -------- |
| U.S. Billboard Hot 100 | 73       |

| Pays       | Certification | Date              | Ventes certifiées |
| ---------- | ------------- | ----------------- | ----------------- |
| États-Unis | Or            | 15 septembre 1998 | 500 000 +         |

## Liste des pistes
CD Single
1. I Don't Want to Miss a Thing (4:58)
2. I Don't Want to Miss a Thing [Rock Mix] (4:58)
3. Taste of India [Rock Remix] (5:52)
4. Animal Crackers (2:36)

La chanson est également sortie sur la version argentine de l'album Nine Lives et sur la version japonaise de Just Push Play.
CD Single 2
1. I Don't Want To Miss A Thing [Pop Mix](4:58)
2. Pink [Live] (3:45)
3. Crash (4:26)

Crash et la version originale de Pink sont présentes en tant que pistes 9 et 11 sur toutes les versions de l'album Nine Lives.
CD Single 3
1. I Don't Want To Miss A Thing [Pop Mix](4:58)
2. Taste of India  [Rock Remix] (5:52)
3. Crash (4:25)
4. Animal crackers (2:36)

## Version de Mark Chesnutt
Singles de Mark Chesnutt
Wherever You Are
(1998) This Heartache Never Sleeps
(1999)
Pistes de I Don't Want to Miss a Thing
This Heartache Never Sleeps
Fin 1998, l'artiste de musique country Mark Chesnutt a enregistré une reprise de la chanson. Sa version est le premier single de son album de 1999 I Don't Want to Miss a Thing. La reprise de Chesnutt a passé deux semaines en tête du U.S. Billboard Hot Country Singles & Tracks (maintenant Hot Country Songs) au début de l'année 1999 et est le dernier de ses huit numéro un sur ce chart. C'est aussi le premier de ses singles à atteindre le Billboard Hot 100, où il a culminé à 17e place début 1999.

### Charts
| Chart (1999)                                | Meilleure position |
| ------------------------------------------- | ------------------ |
| U.S. Billboard Hot Country Singles & Tracks | 1                  |
| U.S. Billboard Hot 100                      | 17                 |
| Canadian RPM Country Tracks                 | 1                  |

## Version d'Allison Iraheta
Singles de Allison Iraheta
Friday I'll Be Over U
(2009)
Allison Iraheta a interprété I Don't Want to Miss a Thing pendant la semaine du Top7 (Idol dans les films) dans la saison 8 de American Idol ainsi que lors de son passage dans l'émission Live with Regis and Kelly le 11 mai 2009.

## Version de New Found Glory
Le groupe de pop punk américain New Found Glory a enregistré une reprise en 2000, qui est parue sur leur album de reprises From the Screen to Your Stereo. Il est disponible comme un easter egg sur certaines copies du DVD du film de 2003 I'll Be There, dans lequel la chanson est présente au générique de fin.